# Болотный (приток Кельмы)
Болотный — река в России, протекает в Красноярском крае и Томской области. Устье реки находится в 15 км по левому берегу реки Кельма. Длина реки составляет 11 км. Высота устья — 103,9 м над уровнем моря.

## Данные водного реестра
По данным государственного водного реестра России относится к Верхнеобскому бассейновому округу, водохозяйственный участок реки — Кеть, речной подбассейн реки — бассейн притоков Оби (верхней) от Чулыма до Кети. Речной бассейн реки — Обь (верхней) до впадения Иртыша.